# Municipio de Big Creek (condado de Newton)
El municipio de Big Creek (en inglés: Big Creek Township) es un municipio ubicado en el condado de Newton en el estado estadounidense de Arkansas. En el año 2010 tenía una población de 244 habitantes y una densidad poblacional de 1,92 personas por km².

## Geografía
El municipio de Big Creek se encuentra ubicado en las coordenadas 35°52′12″N 93°4′44″O / 35.87000, -93.07889. Según la Oficina del Censo de los Estados Unidos, el municipio tiene una superficie total de 127.26 km², de la cual 127,13 km² corresponden a tierra firme y (0,1 %) 0,13 km² es agua.

## Demografía
Según el censo de 2010, había 244 personas residiendo en el municipio de Big Creek. La densidad de población era de 1,92 hab./km². De los 244 habitantes, el municipio de Big Creek estaba compuesto por el 94,67 % blancos, el 0,41 % eran amerindios, el 0,82 % eran asiáticos y el 4,1 % eran de una mezcla de razas. Del total de la población el 1,64 % eran hispanos o latinos de cualquier raza.